# Zygmunt Kluza
Zygmunt Kluza (ur. 2 stycznia 1929 w Brzózce, zm. 8 czerwca 1973) – polski mechanik, poseł na Sejm PRL II kadencji.

## Życiorys
Uzyskał wykształcenie średnie, z zawodu technik mechanik. Pracował na stanowisku kierownika działu w Wytwórni Sprzętu Komunikacyjnego w Rzeszowie. Należał do Polskiej Zjednoczonej Partii Robotniczej. W 1957 uzyskał mandat posła na Sejm PRL II kadencji z okręgu Rzeszów. W parlamencie pracował w Komisji Handlu Zagranicznego oraz Przemysłu Ciężkiego, Chemicznego i Górnictwa.
Pochowany na cmentarzu komunalnym Słocina w Rzeszowie.